# Al-Yamama

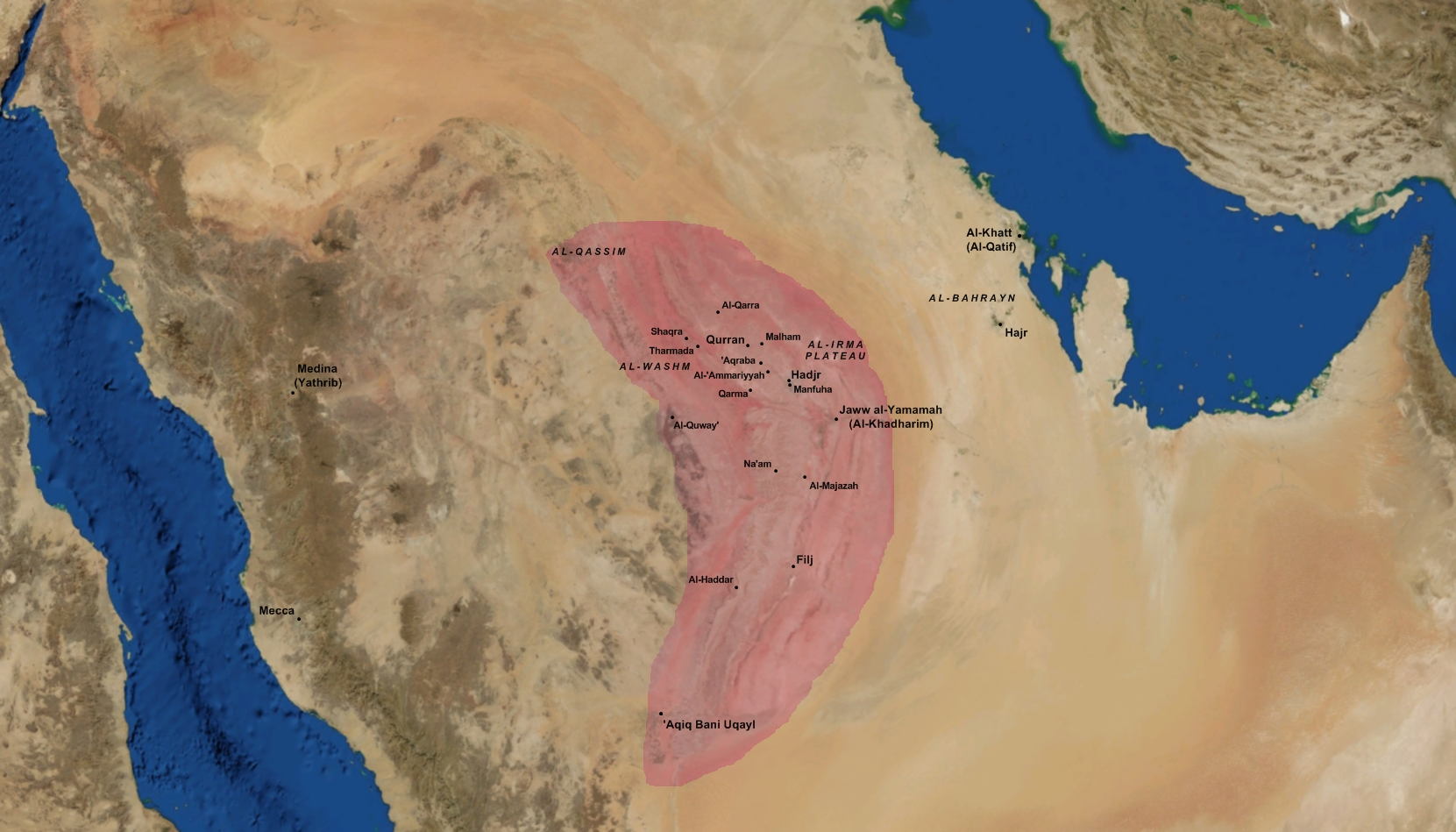
Die historische Region al-Yamama mit ihrem Zentrum Hadschr.

Al-Yamama oder nur Yamama (arabisch اليمامة, DMG al-Yamāma ‚Berbertaube‘) ist eine historische Region Zentralarabiens im Osten des Nadschd-Plateaus; sie entspricht dem Gebiet um die Hauptstadt des Königreichs Saudi-Arabien. Die Yamama, welche im Osten an die Küstenregion al-Bahrain grenzte und deren Hauptstadt Hadschr hieß, war in der Geschichte nur selten das Zentrum bedeutender Herrschaftsgebilde. Unmittelbar nach dem Tod des Propheten Mohammed war sie ein wichtiger Schauplatz der Ridda-Kriege gewesen und nachdem die Yamama als Provinz des Abbasidenreiches verloren gegangen war, herrschten hier vom 9. bis ins 11. Jh. die schiitischen Banu l-Uchaidir.
Obwohl die Yamama später zum größeren Nadschd-Gebiet gezählt wurde, wird der Begriff heute noch im traditionellen und historischen Kontext verwendet, um die Vergangenheit des Gebiets zu beschreiben oder hervorzuheben. Beispielsweise ist der derzeitige Sitz der saudischen Regierung in Riad als Yamama-Palast bekannt.

## Weblink
- Encyclopaedia of Islam. New Edition, Bd. 11: W–Z. 2002 (Digitalisat, S. 269).